# 市立小樽図書館
市立小樽図書館（しりつおたるとしょかん）は、北海道小樽市花園にある公立図書館。1916年（大正5年）、小樽区役所（後の小樽市役所）の一室に「区立小樽図書館」の名で開設され、1922年（大正11年）の市制施行に伴い「市立小樽図書館」に改称。1923年（大正12年）11月30日に旧館が落成し、この旧館が老朽化により解体された後、1983年（昭和58年）に新館が完成し、平成期以降に至る。北海道内では、枝幸郡枝幸町の枝幸町立図書館に次いで2番目に古い図書館である。

## 歴史

### 明治期（開設以前）
小樽では、北海道区制や市制施行の以前の1888年（明治21年）8月 に、教育者、父兄、教育に関心を持つ人々により、小樽教育会（1919年〈大正7年〉より財団法人）が創立された。同会により明治20年代後半には、図書館開設について協議が行われていた。1895年（明治28年）には小樽外六郡長の金田吉郎（後の東京府多摩郡長）が図書館設立の希望を抱いていたが、実現しなかった。小樽教育会では、図書館建築の全経費を有志の寄付金に頼り、落成後は小樽区に寄付し、区費をもって維持することを計画していたが、区費の膨張から区による維持は困難として、計画は進捗しなかったのである。
小樽港内の修築問題が重視されていたことも、図書館計画を妨げる一因であった。北海道区制施行により小樽区となった1899年（明治32年）には、図書館は「不急」の話として一蹴され、その後もなかなか設置には至らなかった。1902年（明治35年）9月28日の小樽新聞には、経済性を重視し読書を軽視する世の風潮を嘆く記事が掲載された。
1907年（明治40年）10月には、函館から小樽へ移住していた石川啄木が、当時の小樽区長に図書館設置の抱負を取材した。しかし住民たちからの寄付が思うように集まらず、図書館建設は計画のまま、年月が流れて行った。
1912年（明治45年）1月、小樽教育会第12回総会において渡辺兵四郎が会長に再任され、その挨拶の席上で図書館設置の希望を述べ、設立に向けて設計や寄附金などの具体的な協議を推し進めた。これを受けて、2月には図書館設立委員会が設けられた。渡辺は同1912年3月に小樽区長に就任すると、6月には小樽教育会長名で花園公園（小樽公園）内の敷地の無償使用を出願し、許可を得た。図書館設立計画は一気に推進されたかに見えたが、依然として住民からの寄付金が集まらず、またも計画は頓挫した。

### 大正初期〜中期（図書館開設）
1915年（大正4年）、大正天皇の即位記念行事として、小樽区会から図書館設置の許可が下りた。翌1916年（大正5年）には東京市の東京市立日比谷図書館（後の東京都の日比谷図書文化館）から司書として招かれた田添三喜太が、図書の選定と整理にあたった。各地の図書館規則調査が行われ、渡辺兵四郎も自ら約3週間、東京や大阪などを旅行し、各地の図書館の調査にあたった。
1916年8月1日、区立小樽図書館が開設された。資金難のために独立した建物の建設は見送られ、当時の小樽区役所の一室を図書館と定めたのみであった。翌1917年（大正6年）、貸出が開始された。
開設当初は、本が大変貴重だったことから、利用者が区内の学校長、官公庁、会社、銀行などの要職にある人物の紹介、保証のある人物に限定されていたり、借用には本の値段と同額程度の保証金が必要だったりと、利用条件は非常に厳しかった。この現状に対し、1925年（大正14年）1月27日付の小樽新聞の投書では、市民共有であるべき図書館が一部の優遇された人々しか利用できないことが痛烈に批判されている。
1920年（大正9年）、図書館内に閲覧室が設置され、館内閲覧が開始された。1922年（大正11年）の市制施行に伴い、名称は「市立小樽図書館」と改称された。この年、市庁舎の増築工事が進められたため、図書館の蔵書を稲穂尋常高等小学校（後の小樽市立稲穂小学校）の一室に移転し、運営が続けられた。

### 大正末期（図書館落成）
翌1923年（大正12年）、図書館の新築工事が開始され、11月30日に落成した。図書館として独立した建物は、当初の計画から20年以上、開館から7年という長い年月を経ての完成であった。当時の建物は木造2階建で、普通閲覧室、新聞閲覧室、児童閲覧室、婦人閲覧室が用意されていた。婦人閲覧室は、当時の社会状況を反映して設けられたものである。この建物の風格は、小樽在住であった小林多喜二も利用していたのではないかと想像してしまうほど、との声もある。当時の蔵書数は、和漢書が1万215冊、洋書が423冊であった。

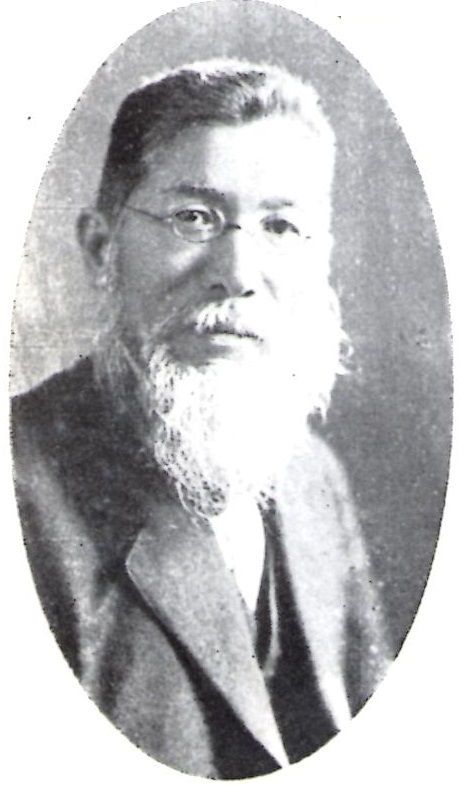
河野常吉

図書館規則上、図書館には館長1人を置くことが定められていたが、開館以来、司書の田添三喜太と雇員または書記1名で運営されていた。図書館落成の翌1924年（大正13年）、河野常吉が初代館長に就任した。河野は図書館職員全員で相談し、事務の在り方を決定するなど、小樽図書館の運営方針を確立すると共に、資料の選択と収集についての指針も覚書として残した。明治から大正期にかけて活躍した地方史の研究者である河野は、その歴史認識の正確さと深さは当時から高く評価され、河野が収集した幕末から明治初期にかけての古文書類は、極めて貴重な資料群とされている。
利用者数は、1919年（大正9年）時には3千人程（1日平均14人）であったが、1934年（大正14年）には7万人を超えるまでになり、1日228人の閲覧者数を数えた。閲覧冊数も、当初は5千冊程であったものが、1934年には20倍の20万冊を越えた。

### 昭和期（戦中〜戦後）
太平洋戦争末期の1945年（昭和20年）は図書館は憲兵隊に接収された。書籍は持ち出され、書庫が留置場となり、図書館の活動も休止を強いられた。終戦から翌年の1946年（昭和21年）、図書館の活動が再開された。
1974年（昭和49年）には、体の不自由な人々でも図書館の蔵書を利用可能なようにとの配慮から、移動図書館バス「そよかぜ号」の運行が開始された。名称は小樽市民を対象に公募され、当時の小学4年生の応募案が採用されたものである。後に「うしお号」を経て「わくわくブック号」へ更新された。
旧館は老朽化が進んだが、却ってその外観の風情に魅力があるとされて市民に親しまれ、テレビドラマの舞台や絵画の題材にもなった。しかし老朽化が著しかったため、1982年（昭和57年）に取り壊され、翌1983年（昭和58年）3月に新館が建てられた。新館では図書の閲覧や貸出の利便を図るため、開架方式が採用された。この建て替えに際しては、旧館は市立函館図書館と共に、昭和50年代において北海道内で古い建築物として現存していた主なものの一つであったことから、古い建物が語る歴史的風景にも価値を見出してほしかったとの意見もあった。

### 平成〜令和期以降
2007年（平成19年）4月、小樽商科大学の地域連携の一環として、学生や教職員と市民の教育・研究・学習環境を充実させることを目的とし、市立小樽図書館と小樽商科大学附属図書館との間の連携が決定し、双方の所蔵する図書の貸出・返却などが可能となった。
2014年（平成26年）4月には公式ウェブサイトの検索システムのリニューアル化に伴い、インターネット予約が開始され、パソコン、携帯電話、スマートフォンから、予約の申込みや貸出の状況確認などが可能となった。
2015年8月には、新たな形でより多くの人々が本を楽しみ、これまで以上に図書館を活用できるようにとの狙いで、小説などの朗読CDの貸出が開始された。点字図書館（運営は小樽市社会福祉協議会）にある朗読CDと専用プレーヤーを、視覚障害以外の理由で読書の困難な人に貸し出すサービスも開始された。朗読CDは、朗読を楽しみたい市民や、老視で字が読みにくい高齢者などの要望に応えたもので、『三国志』『赤毛のアン』『鬼平犯科帳』シリーズなど、俳優やプロのナレーターが朗読する38タイトル169枚が用意された。点字図書館のCDなどは、それまでは視覚障害者が点字図書館で貸出を受けていたが、小樽図書館のこのサービス拡大により、本のページをめくれない肢体不自由者、文字の認識が難しいなどの理由で本を読むことが困難な人も、本館で借用が可能となった。
2016年（平成28年）には創立百周年を迎え、一層市民に親しまれる図書館を目指すため、市内の小中高校生からイメージキャラクターを募集し、市民からの人気投票によって「たるばとちゃん」に決定した。公募作品214点の中から、当時の小樽潮陵高等学校2年生の女生徒の作品を採用したものであり、小樽市の鳥であるアオバトがモデルになっている。
同2016年4月23日の「子ども読書の日」に、文部科学省より、子供の読書の推進活動において特色ある優れた取組などを行なう団体の一つとして、「子ども読書の日」記念子どもの読書活動推進フォーラムにおいて表彰を受けた。
2017年（平成29年）8月には創立101年目を歩み始めた中での多くの取り組みの一つとして、サービス向上を狙い、雑誌の最新号が自由に見られるよう、展示方法が変更された。新刊雑誌は貸出しをしておらず、閲覧のためにはカウンターにある書架で閲覧表に名前の記入が必要であったが、来館者にわかりやすい配置に棚を移動し、閲覧表の記入なしで利用が可能となった。
2018年（平成30年）9月6日に発生した北海道胆振東部地震では、当日は停電のため図書館システムが使用できないことや、利用者の安全への考慮から、臨時休館となった。翌9月7日には開館し、小樽市内を見舞った大規模の停電に際し、カウンター前に携帯電話などの充電コーナーを設置しての対応が行なわれた。
2020年（令和2年）には、開館以来初めてとなる改修工事を経て、同2020年8月にリニューアルオープンが行われた。「誰もが使いやすく、くつろげる、憩いの図書館」をコンセプトとし、1階児童室と2階休憩コーナーを中心として改修された（改修内容は後述）。2024年には館内でWi-Fiが導入され、インターネットによる長時間の調査が可能となった。公式ウェブサイトも一新され、スマートフォンで利用者カードの提示が可能となった。

### 年表
- 1916年（大正5年）8月1日 - 区立小樽図書館創立[3]
- 1922年（大正11年）8月1日 - 市制施行に伴い、市立小樽図書館と改称[11]
- 1923年（大正12年）11月30日 - 旧図書館本館竣工[11]
- 1942年（昭和17年）9月 - 書庫完成[38]
- 1956年（昭和31年）7月 - 小樽博物館内に図書室を開設[25]
- 1966年（昭和41年）10月 - 上記の図書室を市立小樽図書館手宮分室と改称[38]
- 1968年（昭和43年）7月 - 市立小樽図書館協議会を設置[38]
- 1969年（昭和44年）10月 - 児童図書コーナー（愛称『ママとちびっ子の読書コーナー』）が設置[39]
- 1972年（昭和47年）7月 - 手宮分室を閉鎖、清水町に市立小樽図書館北小樽分館を開設[25]
- 1974年（昭和49年）7月 - 移動図書館車「そよかぜ号」運行開始[38]
- 1981年（昭和56年）7月 - 旧図書館解体、新図書館の建設に着手[38]
- 1983年（昭和58年）3月 - 新図書館開館[13]
- 1983年（昭和58年）5月 - 移動図書館車「うしお号」に更新[38]
- 1997年（平成9年）4月 - 総合・銭函・塩谷のサービスセンターでの図書返却受付開始[38]
- 1999年（平成11年）12月 - 公式ウェブサイトを開設[38]
- 2000年（平成12年）7月 - 都通り商店街「ふれあいプラザ」での図書返却受付開始[38]
- 2005年（平成17年）4月 - 開館時間を延長し、祝日開館を実施[38]
- 2007年（平成19年）4月 - 小樽商科大学図書館との連携貸出サービスを開始[28]
- 2009年（平成21年）10月 - 北小樽分館が閉館[38]
- 2010年（平成22年）6月 - 南樽市場内「みなみ」での図書返却受付開始[38]
- 2011年（平成23年）4月 - 移動図書館車「わくわくブック号」に更新[38]
- 2014年（平成26年）4月 - インターネット予約を開始[29]
- 2014年（平成26年）7月 - スクール・ライブラリー便を開始[38]
- 2015年（平成27年）5月 - 小樽市立病院への図書提供事業を開始[38]
- 2015年（平成27年）8月 - 録音図書及び点字図書館資料の貸出事業開始[38]
- 2016年（平成28年）10月 - 創立100周年記念事業を実施[40]
- 2018年（平成30年）8月 - 一般閲覧室にAVコーナー設置[41]

- 2020年（令和2年）7月 - 児童閲覧室、休憩コーナー、テラス、学習室等をリニューアル[41]
- 2020年（令和2年）8月 - 開館以来初めてとなる改修工事後のリニューアルオープン[36]
- 2021年（令和3年）5月 - 国立国会図書館デジタル化資料送信サービス利用開始[41]
- 2021年（令和3年）7月 - 図書貸出窓口を市内各サービスセンターに拡充、「おたるまちなか図書館」の指向開始[41]
- 2023年（令和5年）10月 - 北海道立図書館のインターネット予約サービスの受取館に登録[41]
- 2024年（令和6年）3月 - 館内でのWi-Fi供用開始[41]

## 施設構造
構造は鉄筋コンクリート造の地下1階、地上2階建の赤煉瓦造の建物である。1階には閲覧室、軽読書コーナー、書架、児童室、プレイコーナー、お話しコーナー、事務室などがあり、2階には学習室、会議室、郷土資料室、視聴覚室、集会室、教材室、作業室、休憩コーナーなどがある。視聴覚室では映画を上映可能であり、子供向けに絨毯を敷いた「えほんコーナー」も設けるなど、親子でも楽しめる施設が心がけられている。地下には保存書庫が設けられている。
2020年の改装後は、幼児連れの来館者を考慮した授乳室、親子での来館客向けの親子ふれあいコーナー、子供たち向けの学習・読書コーナーが新設された。2階は休憩コーナーがカフェテラス風に、学習室が勉強に集中できるよう、長机からキャレルデスクに変更された。さらに図書館全館の照明が、LED照明に改められた。
蔵書は北海道関係の郷土資料が1割強を占める。その中には小樽の北海道区制や市制施行前の資料、市内の手宮洞窟など古代の資料、樺太やアイヌの資料などがあり、小樽図書館にしかない貴重な資料も存在する。

## 事業・取り組み
図書関連の事業以外に、小中学生による図書館見学、高校生、大学生によるインターンシップなど、子供向けの定例行事として視聴覚室でのアニメーション映画の上映会、紙芝居、読み聞かせ、工作などのお楽しみ会も実施されている。特に子供向けの図書館という考えは、昭和中期に児童図書コーナーの設置により児童や生徒の入館者が増加したことで、小樽図書館の主要目的となっている。
2016年（平成28年）10月には創立100周年を迎えたことから、2016年以降にはその記念事業として、開館当時の新聞、大正期の雑誌など、様々な展示が図書館内で行なわれている。

## サービス
利用者登録は小樽市内または後志管内の在住者、小樽市内への通勤者・通学者のみが可能である。新刊雑誌は貸出しが行なわれていないが、閲覧は可能である。かつては小樽市清水町に分館が存在したが、2009年（平成21年）10月に閉館した。
本図書館以外では、小樽駅前のサービスセンターを始め、小樽市内の銭函や塩谷のサービスセンター、小樽都通り商店街振興組合、銭函市民センター、ウイングベイ小樽に返却場所が設置されており、これらからも図書の返却が可能である。

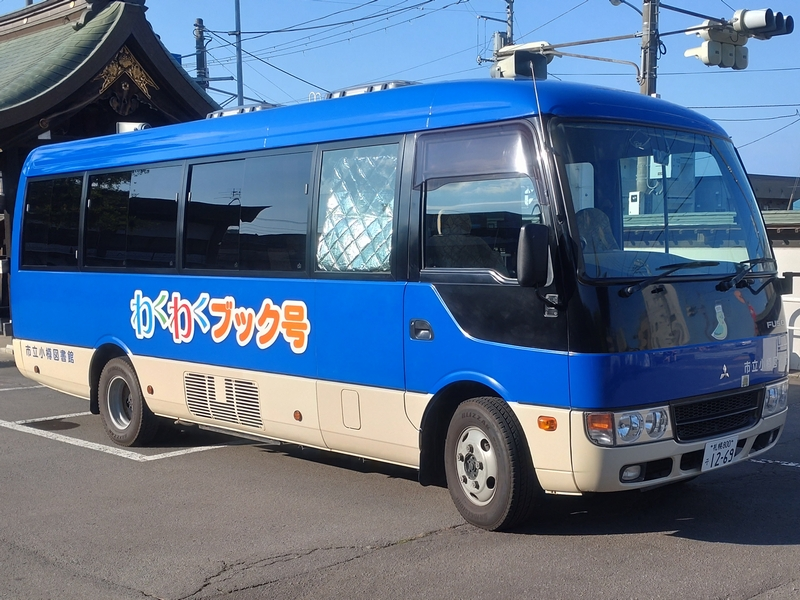
移動図書館車「わくわくブック号」

移動図書館車「わくわくブック号」が小樽市内を巡回しており、本館と同じ利用者カードを使って、借用することができる。巡回場所は2024時点で33か所である。借用方法が簡単と評判もよく、口コミで小樽市民の間によく知られている。
インターネット上での予約・取り置き、貸し出し状況の確認ができるサービスが展開されており、利用者は図書館カードを作成することで、これらのサービスを利用できる。
小樽市内の小・中学校の生徒の読書活動や学習への支援事業として、本図書館の資料100冊を学校図書館へを2か月間貸出す「スクール・ライブラリー便」が実施されている。
視覚障害者や、本のページをめくるのが困難な肢体不自由者に向けて、点字図書館に所蔵する録音資料（朗読CD）を本館を通じて貸し出すサービスも行われている。
小樽商科大学附属図書館とは連携貸出サービスが行われており、双方の図書館で、互いの資料の借用・返却が可能である。2024年からは北海道立図書館との連携が開始されて、小樽図書館内での北海道立図書館の利用登録、同図書館の本の受け取りが可能となった。
館外貸出
図書：10冊（紙芝居2巻を含む）まで2週間
視聴覚資料・機器：VHS、DVD、16mmなど合計5点まで、ジャンボ紙芝居は5点まで、暗幕10枚まで1週間
開館時間
平日：9時30分 - 19時00分
土日祝：9時30分 - 17時00分
休館日
月曜日（祝日の場合は開館）
毎月最終金曜日（整理日）
年末年始（12月29日から1月3日まで）
6月中の6日間（特別整理休館日）

## 立地
JR北海道小樽駅から徒歩10分。北海道中央バス（おたもい営業所、真栄営業所、札樽線）、ジェイ・アール北海道バス（札樽線）「市役所通」停留所（国道5号）から徒歩5分の場所に位置する。12台収容可能な駐車場があり、自動車での来館も可能である。
図書館内に飲食施設は無いが、図書館から徒歩5分の場所にある小樽公園内の小樽市民食堂などを飲食に利用できる。

## おたるまちなか図書館

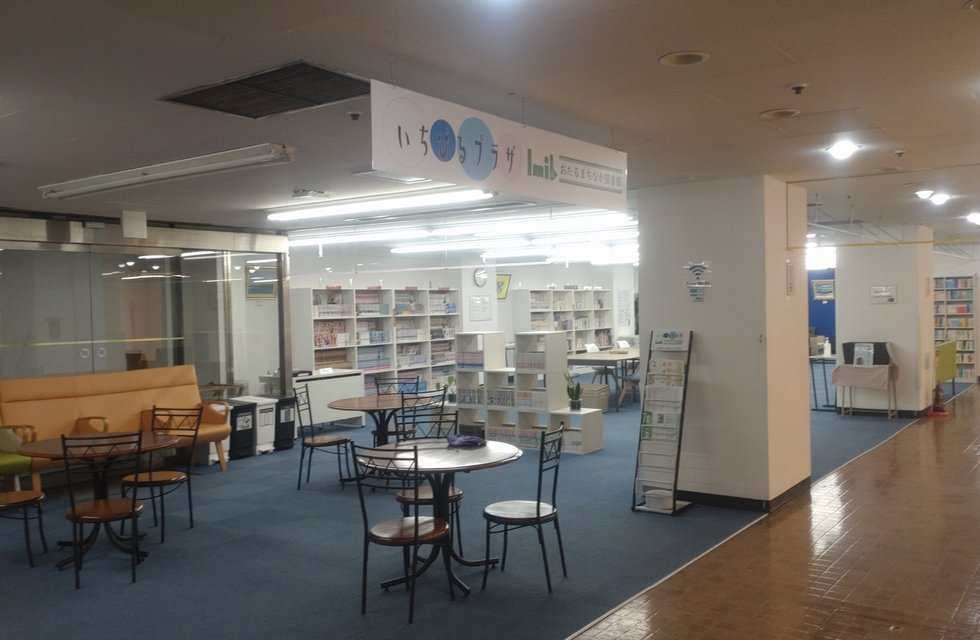
小樽駅前第1ビル「いちびるプラザ」に設置されている「おたるまちなか図書館」

小樽市内の様々な施設になどにある、身近で気軽に使える図書館。図書館に寄贈された本の中には、すでに蔵書のあったものと重複するなどの理由で地下に保管されたままの本があり、それらを無償で提供する仕組みであり、2021年7月より試験的に実施されている。小樽の土地が東西に細長く、東西両端から小樽市中心部の図書館までは車で約30分かかることから、市内の様々な場所本を置くことで、より本に親しむ機会を増やすことも狙いとされている。
対象となる施設は小樽駅前、町内会館、学校、高齢者施設のほか、病院の待合室やカフェなど幅広い。本の活用方法は各施設次第であり、借りた本を図書館に返却する必要もない。2024年7月時点で、小樽市内の20の施設がこの図書館に参加している。